# Cusino
Cusino är en ort och kommun i provinsen Como i regionen Lombardiet i Italien. Kommunen hade 223 invånare (2018).